# Edwar Stiber Ortiz Caro
Edwar Stiber Ortiz Caro (12 de agosto de 1980) es un ciclista profesional colombiano que ha corrido para diferentes equipos profesionales en Colombia. Actualmente corre para el equipo de equipo de categoría Continental el Orgullo Antioqueño.

## Palmarés
2005
- 1º en la "Son Servera", Islas Baleares, España

2008
- 3º en la Vuelta a Antioquia

2009
- 1 etapa en la Vuelta a Colombia (contra reloj por equipos)
- 1º en la "Vuelta a Santander"
- 1º en la Vuelta a Chiriquí

2010
- 1º en el Tour de Santa Catarina
- 2 etapas de la Vuelta a Chiriquí
- 3º en el Campeonato de Colombia de Ciclismo en Ruta

2011
- 2º en la Clásica Internacional de Tulcán
- Clásica de Girardot, más 1 etapa
- Clásica de Marinilla, más 1 etapa
- 1º en el "Clásico El Colombiano", más 1 etapa
- 2 etapas de la Vuelta a Chiriquí

2012
- 2º en la Vuelta a Antioquia, más 1 etapa
- 3 etapas de la Vuelta a Bolivia
- 3º en la Vuelta a México

2013
- 1 etapa en la Vuelta a Colombia
- 3º en el Tour de Río 2013

2014
- 1 etapa en la Vuelta a Colombia 2014 (contrarreloj por equipos)
- 1 etapa en la Vuelta a Chiriquí

2015
- 1 etapa en la Vuelta a Colombia 2015 (contrarreloj por equipos)
- 1 etapa en el Clásico RCN 2015
- 1 etapa en la Vuelta a Chiriquí (contrarreloj por equipos)
- 2º en la Vuelta Independencia Nacional, República Dominicana

2017
- 1 etapa en la Vuelta a Chiriquí (contrarreloj por equipos)

2019
- 1 etapa del Clásico RCN